# Ameerega picta
Espèce
Synonymes
- Hylaplesia pictus Bibron in Tschudi, 1838
- Epipedobates pictus (Bibron in Tschudi, 1838)
- Dendrobates eucnemis Steindachner, 1864
- Dendrobates pictus guayanensis Heatwole, Solano & Heatwole, 1965

Statut de conservation UICN

 LC  : Préoccupation mineure
Statut CITES
Ameerega picta est une espèce d'amphibiens de la famille des Dendrobatidae.

## Répartition
Cette espèce se rencontre de 200 à 1 200 m d'altitude dans le haut bassin de l'Amazone en Bolivie, au Pérou, en Colombie, au Brésil et il y a une population isolée au Venezuela.

## Publication originale
- Tschudi, 1838 : Classification der Batrachier, mit Berucksichtigung der fossilen Thiere dieser Abtheilung der Reptilien, p. 1-99 (texte intégral).